# 東北林蛙
东北林蛙（学名：Rana dybowskii）俗称哈士蟆、雪蛤，一种分布于俄羅斯遠東地區、朝鲜半岛、日本及中国东北地区的两栖动物，隶属于蛙科蛙属。

## 分类地位
本种是1876年德国裔英国动物学家阿尔伯特·甘瑟根据波兰博物学家本内迪科特·迪波夫斯基在俄罗斯符拉迪沃斯托克（海参崴）采集的标本定名发表，之后博爱理等研究人员将本种归入中国林蛙（Rana chensinensis）。1918年俄罗斯学者亚历山大·米哈伊洛维奇·尼科尔斯基根据俄罗斯远东滨海地区和中国黑龙江省尚志市采集的标本定名的尚志林蛙（Rana semiplicata），后来也被认定为中国林蛙的同物异名。1991年，中国研究人员根据采集自吉林省白河市的标本又发表了一个中国林蛙新亚种－长白山亚种（R. c. changbaishanensis）。1999年研究人员依据以上3种（亚种）的近地模和地模标本以及中国林蛙的地模标本，通过形态性状比较和数值判别分析，并结合生态习性、细胞核型、遗传性状等进行了研究，其研究结果表明中国东北三地标本之间无明显差异，应为同一物种，且东北林蛙与中国林蛙属于不同物种，为一独立种。

## 形态特征
东北林蛙体型粗壮，雄蛙体长54～72豪米，雌蛙体长58～81毫米左右。身体背面皮肤较光滑，体色多变，呈灰褐色、棕褐色、深褐色、红棕色或灰棕色，一般散布黑褐色或黑色斑点；跨部及股部前内侧为黄绿色；四肢背面有明显的深色横纹；雄蛙腹面胸部多为灰白色，腹部为土棕色或白色微带绿色；雌蛙腹面咽喉部浅红棕色，有的散以黑褐色、灰褐色或灰色斑点，腹部及四肢腹面红棕色或红黄色。

## 经济价值
东北林蛙是中国的重要经济动物之一，是一种药、肉兼用的蛙类。目前在中国东北地区已有较大规模人工养殖。